# Езэвейёль
Езэвейёль — река в России, протекает по Троицко-Печорскому району Республики Коми. Устье реки находится в 1350 км от устья Печоры по левому берегу. Длина реки составляет 13 км.
Исток реки в болотах в 10 км к северо-западу от Троицко-Печорска. Течёт на восток, в низовьях поворачивает на северо-восток, всё течение проходит по ненаселённому заболоченному таёжному лесу. Приток — Езэвейёльвож (правый). Впадает в Печору у избы Пыстина в 12 км ниже по течению от Троицко-Печорска.

## Данные водного реестра
По данным государственного водного реестра России относится к Двинско-Печорскому бассейновому округу, водохозяйственный участок реки — Печора от истока до водомерного поста у посёлка Шердино, речной подбассейн реки — Бассейны притоков Печоры до впадения Усы. Речной бассейн реки — Печора.
Код объекта в государственном водном реестре — 03050100112103000060221.